# Renata Gabrielle Pinheiro Santos
Renata Gabrielle Pinheiro Santos (1979) es una bióloga, botánica, curadora, y profesora brasileña.

## Biografía
En 2001, obtuvo la licenciatura en Ciencias Biológicas por la Universidade Veiga de Almeida UV/RJ; y la maestría, en 2013, por el Museo Nacional - UFRJ, defendiendo la tesis Estudo Taxonômico das Asclepiadeae e Marsdenieae (Asclepiadoideae-Apocynaceae) do Estado do Rio de Janeiro, con la supervisión del Dr. Jorge Fontella (1936), siendo becaria del Consejo Nacional de Desenvolvimiento Científico y Tecnológico, CNPq, Brasil. Desarrolla actividades académicas y científicas en el Museo Nacional de Brasil.
Es autora en la identificación y nombramiento de nuevas especies para la ciencia, a abril de 2015, posee un nuevo registro de especies, especialmente de la familia Asclepiadaceae (género Monsanima) (véase más abajo el vínculo a IPNI).

## Algunas publicaciones
- SILVA, UIARA CATHARINA SOARES; SANTOS, RENATA GABRIELLE PINHEIRO; RAPINI, ALESSANDRO; FONTELLA-PEREIRA, JORGE; LIEDE-SCHUMANN, SIGRID. 2014. Monsanima tinguaensis (Apocynaceae), an enigmatic new species from Atlantic rainforest. Phytotaxa (en línea) 173: 196-206

- FONTELLA-PEREIRA, JORGE; SANTOS, R. G. P.; GOES, M. B.; MORAL, S. A. C. 2014. Notas Taxonómicas sobre Hemipogon Subgen. Astephanopsis, y Descripción de Un Nuevo Género (Apocynaceae, Asclepiadoideae, Asclepiadeae, Metastelmatinae). Bonplandia (Corrientes) 23: 25-31

- FONTELLA-PEREIRA, JORGE; SANTOS, RENATA GABRIELLE PINHEIRO; MORAL, S. A. C. 2014. Notas taxonómicas en Asclepiadoideae. Boletín de la Sociedad Argentina de Botánica (impresa) 49: 401

- SANTOS, R. G. P.; PEREIRA, J. F. 2013. FLÓRULA DO PARQUE NACIONAL DA RESTINGA DE JURUBATIBA, RIO DE JANEIRO, BRASIL: ERICACEAE. Arquivos do Museu Nacional

## Membresías
- Sociedad Botánica de Brasil[4]

- Portal:Biografías. Contenido relacionado con Botánica.
- Portal:Biología. Contenido relacionado con Taxonomía.